# Fredrik Pacius
Fredrik Pacius o Friedrich Pacius (19 de marzo de 1809 - 8 de enero de 1891) fue un compositor y director de orquesta alemán que vivió la mayor parte de su vida en Finlandia. Ha sido llamado el «Padre de la música finlandesa».
Nació el 19 de marzo de 1809 en Hamburgo, se graduó en 1834 como maestro de música en la Universidad de Helsinki. En Helsinki fundó una sociedad musical, un coro y una orquesta. En 1848 Pacius escribió la música para el poema Maamme de Johan Ludvig Runeberg, que se convirtió en el himno nacional de Finlandia. La música de Pacius también fue usada en el himno nacional de Estonia, Mu isamaa, mu õnn ja rõõm.
En 1852 compuso Kung Karls jakt/Kaarle-kuninkaan metsästys («La Caza del Rey Carlos») que fue la primera ópera finlandesa, con un libreto propio del nacionalismo romántico. El libreto fue escrito por el autor e historiador Zacharias Topelius en cercana colaboración con el compositor.
- Datos: Q327024
- Multimedia: Fredrik Pacius / Q327024